# Задбалкански котловини
Задбалканските котловини  (също Подбалкански котловини или Подбалкански полета) са група от котловини полета в България, оградени от планинските вериги Стара планина на север и Средна гора на юг.

## Географско описание
Между Стара планина на север и Средногорието на юг по протежение на паралела се простира областта на Задбалканските котловини. В посока от запад на изток тук се редуват Бурелската, Софийската, Саранската, Камарската, Златишко-Пирдопската,
Карловската, Казанлъшката, Твърдишката, Сливенската, Карнобатската и Айтоската котловина. Освен южните склонове на Старопланинската област и северните на Средногорието, които в ниския си пояс представляват оградни части на Задбалканските котловини, напречните ридове между тези две планински системи и наличието на ниски вододелни седловини и проломни долини допълват орографската затвореност и обособеност на отделните котловини.
Западно от вододела на реките Сливнишка и Габерска – Забелски рид се простира Бурелската котловина, а на изток от него и от Алдомировските височини се откриват елипсовидните контури на Софийската котловина. Нейното просторно котловинно дъно се отводнява от река Искър и притоците ѝ. Подчертаната заравненост на Софийското поле се нарушава от вътрешнокотловинните възвишения Лозенец, Редута и Баба. В източната периферия на Софийската котловина ниският Негушевски рид я отделя от малката Саранска котловина. Високият Опорски рид представлява орографска граница между Саранската и Камарската котловина, която посредством рида Гълъбец се разграничава от Златишко-Пирдопската котловина. По-малката западна част на тази котловина в обсега на Буновското долинно разширение се заключава между Гълъбец и Мирковския праг. На изток от Мирковския праг до високото гърбище на рида Козница се простира по-обширната и по-равна част на златишко-пирдопското котловинно дъно.
Между меридионалните напречни ридове Козница и Стражата се простира Карловската котловина. Нейното равно котловинно дъно има характер на типично поле. То се отводнява от река Стряма, а широкият обхват на равната му повърхнина се нарушава от уединените вътрешнокотловинни възвишение Момини гърди, Конят и др. По̀ на изток между напречния рид Стражата и западните разклонения на Межденик, възвишението Ямурджа се простира Казанлъшката котловина, която има значително надлъжно протежение и се отводнява от река Тунджа. Между сложната орографска конфигурация на южния старопланински склон и северните разклонения на Межденик се обособява Твърдишката котловина с източната ѝ по-ниска част Шивачевска котловина. Източно от Межденишкия пролом на река Тунджа на значително по паралела протежение се простира Сливенската котловина. Равната повърхност на нейното котловинно дъно е нарушено от няколко добре обособени вътрешнокотловинни възвишения, между които е и възвишението при град Сливен Хамамбаир. Източно от Сливенската котловина между долинното стеснение на река Мочурица и вододела на нейния басейн с Айтоска река се простира Карнобатската с малко по-високата си западна част – Сунгурларско поле. В най-източната част на област се простира най-ниската от всички Задбалкански котловини – Айтоската котловина
Така анализираната морфографска особеност на Задбалканските котловини – различната надморска височина, нееднаквата орографска затвореност, както и някои други признаци от морфотектонски и физикогеографски характер в техния обсег дава основание да поделим областта на две подобласти:
- високи (западни) котловини − Бурелска котловина, Софийска котловина, Саранска котловина, Камарска котловина и Златишко-Пирдопска котловина;

- ниски (източни) котловини − Карловска котловина, Казанлъшка котловина, Твърдишка котловина, Сливенска котловина, Карнобатска котловина и Айтоска котловина

Котловинните дъна на западните котловини имат между 540 и 800 м надморска височина, а на източните – между 80 и 400 м. Равнинният релеф на дъната е причина населението да ги нарича полета.
Основните морфографски единици в Задбалканските котловини са:
- Айтоска котловина
- Бурелска котловина
- Гълъбец (планински рид)
- Забелски рид
- Златишко-Пирдопска котловина
- Казанлъшка котловина
- Камарска котловина
- Карловска котловина
- Карнобатска котловина
- Козница (планински рид)
- Межденик (планински рид)
- Негушевски рид
- Опорски рид
- Саранска котловина
- Сливенска котловина
- Софийска котловина
- Стражата (Кръстец, планински рид)
- Твърдишка котловина
- Шивачевски рид
- Ямурджа (възвишение)

## Геоложки изследвания и теории
Първите данни за геологията на Задбалканските котловини са свързани с изследванията на Ами Буе (1840) и Ф. Хохщетер (1870). Много по-късно Ст. Бончев (1927), проследявайки морфоложката изразителност на задбалканския дълбочинен разлом по южния склон на Стара планина и подчертавайки неговата решаваща роля в морфотектонското развитие на тази надлъжна поредица от котловини, основателно ги назовава Задбалкански котловини. Това наименование, от друга страна, е една генетична необходимост от географска гледна точка, свързана не само с решаващата морфогенетична роля на задбалканския дълбочинен разлом, но и с наличието на простиращата се северно от Стара планина област на Предбалкана.
Морфогенезисът на Задбалканските котловини според Й. Цвийч (1908) е свързан с първоначалното съществуване на една суббалканска плиоценска речна долина, която е гравитирала тогава към Черно море. В края на плиоцена вследствие на активната проява на радиалните земекорни движения тази долина е била деформирана и разкъсана от диференцираното морфогенетично въздействие на левите притоци на река Марица. По-късно Албрехт Пенк (1925) изказва становището, че тяхното образуване е резултат на резсядане и формиране на едностранен грабен. От своя страна Д. Яранов (1935), като отхвърля становищата на Й. Цвийч и А. Пенк, счита, че образуването на Задбалканските котловини е резултат от кръстосването на надлъжните и напречните денивелации. Според него огъванията на денудационните нива по южния склон на Стара планина и северния склон на Средногорието, както и при напречните прагове, са прераснали в морфоложки изразени разсядания, които са предначертали обхвата на Задбалканските коловини.
Засягайки морфогенезиса на Задбалканските котловини, Живко Гълъбов (1946) изтъква морфогенетичната роля на огъванията при денудационните нива на допира между Стара планина и Средногорието. Според него с образуваната по този начин надлъжна синклинала между двете планински системи при по-нататъшното ѝ огъване и разсядане по протежение на паралела е бил предначертан морфогенезисът на Задбалканските котловини. Заедно с тези верижни издигания и огъвания са били проявени и напречни издигания и огъвания, които според Ж. Гълъбов (1946) са обусловили не само оформянето на напречните ридове, но и морфоложкото разграничаване на отделните котловини. Освен това същият автор смята, че оживяването и на надлъжните разломни структури при по-добре изразените в морфоложко отношение разседни повърхнини придава рампов характер на котловините. Според съветския геотектоник В. М. Муратов (1949) Задбалканските котловини представляват добре изразена в геоморфоложко отношение грабеновидна падина. Близко до това схващане е становището на съветския геоморфолог И. П. Герасимов (1949), който смята, че Задбалканските котловини имат грабенов или рампов произход и морфогенетичното им развитие е твърде младо, протекло през кватернера.

### Морфотектонското развитие
Морфотектонското развитие на Задбалканските котловини е неразривно свърано с морфогенетичното оформяне на Стара планина и Средногорието. Огъването на тяхното младомиоценско ниво по протежението на паралела и оформянето на надлъжната синклинала е представлявало начален етап в морфогенезиса и предначертаването на западно-източното протежение на Задбалканските котловини. По-късно още по-силното огъване, а може би и разсядане на понтийското денудационно ниво увеличава още повече негативния ефект на дислоцираната по паралела синклинална ивица. И най-сетне разсядането на левантийското денудационно ниво по направлението на надлъжните и напречните разломи е спомогнало за предначертаването на контурите на Задбалканските котловини.
Корелативните седименти на това силно дислоцирано денудационно ниво се установяват в периферните части на котловинните дъна, които тук са представени от червеникави песъчливи глини и чакъли, изграждащи на места оцелелите остатъци на младошгаоценските наносни конуси. Запазените следи от дислоцираното и с голяма амплитуда разседнато левантийско ниво в оградните части на Задбалканските котловини имат характер на тектонски стъпала. Тези морфометрични данни свидетелствуват за денивелирането и за значителното разсядане на младоплиоценското (левантийското) денудационно ниво по протежение на изразените в морфоложко отношение повърхнини на задбалканския дълбочинен разлом и на напречните дизюнктивни линии. В някои от Задбалканските котловини и най-вече в Софийската котловина значително денивелиране и разсядане показва левантийското денудационно ниво и по протежение на морфоложки изразената тектонска депредиспонация на южната ограда. В началото на кватернера вследствие на засилването на противоположните радиални движения, които са били съпроводени със значителни издигания в оградните части на котловините и с подчертани хлътвания в обсега на котловинните дъна, се осъществява окончателното оформяне на Задбалканските котловини. Тези движения са били особено изразителни в морфоложко отношение по протежение на активизиралия се Задбалкански дълбочинен разлом. В този смисъл той е изиграл главна роля в морфогенетичното развитие на Задбалканските котловини, а морфоложката изразителност на разломите откъм Средногорието и напречните ридове са дали второстепенен отпечатък върху техния произход. Тази главна морфогенетична роля на Задбалканския разлом е дала основание на К. Мишев и др. (1962) да считат Златишката котловина като едностранен грабен. Следва да се допълни, че повечето от останалите Задбалкански котловини, макар и да показват признаци на типично двустранно грабеновидно хлътване, притежават ясно изразен асиметричен напречен профил. Откъм Задбалканския дълбочинен разлом той подчертава не само по-ясна морфоложка изразителност на тектонски предиспонирания старопланински склон, но и проявените по него дълбоки хлътвания и значителния седиментен пълнеж.
За сравнително младата геоморфоложка възраст на Задбалканските котловини свидетелствуват не само младите фацетирани разседни откоси в оградните планински части, но и младият седиментен пълнеж в котловинните дъна. Блоково-мозаичният средногорски фундамент на Задбалканските котловини, макар и воалиран от плиоценските седименти и кватернерните наслаги е предпоставка за проявата на твърде диференцирани по посока и интензитет унаследени радиални земекорни движения. Тук просторните и равни котловинни дъна, които имат характер на типични полета, потвърждават тектонския си произход и онаследените в широк диапазон потъвания. В тези части на котловинните дъна липсата на по-високи речни тераси от заливните се обяснява с проявените в течение на целия кватернер потъвания. Съвременните морфогенетични процеси в областта на Задбалканските котловини имат подчертана морфоложка изразителност и ускорен характер в обсега на подножната акумулативна ивица и по протежение на оградните фацетирани и незалесени южни склонове на Стара планина. Тук поройното прииждане на малките старопланински реки е причинило не само гъсто и дълбоко разчленение на неспоените наслаги, но и отлагане и разстилане на изобилните пролувиални наслаги върху леко наклонените акумулативни повърхнини. По тези места ускорени морфогенетични процеси са предизвикани от изобилните краткотрайни валежи, които са особено интензивни в суходолията и наподобяват истински кални потоци.

### Полезни изкопаеми
В Задбалканските котловини има находища на лигнитни въглища в Софийския басейн и на медни руди в Златишко-Пирдопската котловина.

## Климат
За формирането на климата в Задбалканските котловини оказва значително влияние не само надлъжното негативно морфографско изражение на нейната област, локализацията и орографската затвореност на отделните котловини, но и тяхното близко съседство с верижно простиращите се огради на Стара планина и Средногорието. Тези особености на релефа в Задбалканските котловини и съседните области на Стара планина и Средногорието оказват значително влияние върху трансформацията на преминаващите с различен произход въздушни маси, а това влияе съществено върху количествените и качествените показатели на климатичните елементи и се отразява върху характера на климатичните условия в цялата област на Задбалканските котловини. Различната надморска височина и нееднаквата орографска затвореност на котловините дават основание в климатично отношение Задбалканските котловини да бъдат разделени на две подобласти – западна (висока) с преобладаване на умерено континентални климатични условия и източна (ниска) – с преходно континентален климат.
Задбалканските котловини се отличават и с някои климатични особености, които са присъщи за цялата област. За нея са характерни добре изразената валежна сянка по протежението на старопланинското подножие, проявата на падащите ветрове откъм стръмната орографска ограда на Стара планина на прехода с котловинните дъна и наблюдаваният фьонов ефект по южната периферия на някои котловини. Заедно с тези общи климатични признаци следва да се имат предвид различията, които са валидни за Задбалканските котловини. Това са количествените и качествените показатели на климатичните елементи и техният режим – в пределите на Карнобатската котловина средните януарски температури са положителни и се колебаят между 1 и 1,2°, а средните юлски температури варират от 22 до 23°. Малката надморска височина и най-вече недостатъчната орографска затвореност на Карнобатската котловина не дават възможност да се проявят продължителни и изразителни инверсни състояния – средната годишна температурна амплитуда е 21,6°.
Преходно континенталният режим се съпровожда с ясно проявена тенденция за изравняване на сезонните валежни суми. Минималните средногодишни валежни количества в цялата област се обясняват с проявената валежна сянка в южното подножие на Стара планина. Времетраенето на снежната покривка е около два месеца.

## Реки
Режимът на реките и величината на модула на оттока в Задбалканските котловини в значителна степен са повлияни от климатичните условия, режима и количествените показатели на климатичните елементи, особеностите на геоложката основа, релефа и спецификата на почвената и растителната покривка. Реките в Карнобатската котловина се формират под силното влияние на течните валежи. Техният режим представлява отражение на годишното разпределение на валежите и режима на изпарението. Режимът на реките в Задбалканските котловини е значително нарушен от пряката и косвената стопанска дейност на човека. Освен чрез построените хидротехнически и енергийни съоръжения, чрез провеждането на изкуствено напояване или хигиенизирането на селищата и за задоволяване нуждите на промишлеността, нарушаването на режима на реките в областта се определя и от обезлесените опороени райони, и от широкия обхват на обработваемите земи.

## Почви
Почвената покривка в областта на Задбалканските котловини е тясно свързана с останалите физикогеографски компоненти и със стопанската дейност на човека. Разпространението на акумулативните речни материали покрай по-големите реки се съпровожда с наличие на алувиалните почви с техните разновидности. Тук неспоените плиоценски езерни седименти, сенонските андезитни туфи и туфити, изживеният езерно-блатен стадий в котловинните дъна заедно с проявата на унаследените негативни земекорни движения и средиземноморско климатично влияние представляват комплекс от почвообразуващи предпоставки за генезиса и широкото разпространение на смолниците. Дренирането и значителното разчленение на геоложката основа заедно с наличната сухоустойчива и топлолюбива горска растителност (дъб, полски бряст и келяв келяв габър) съпътствуват разпространението на канелените горски почви. Свързаните с тяхното разпространение обработваеми земи се отличават на места с голям наклон, дал възможност за проява на плоскостната и линейнта ерозия. Освен това в най-ниските части на котловините дъна заблатените и засолените почвени локалитети представляват негативен ефект от проведеното на места нерационално изкуствено напояване.

## Флора и фауна
Характерът на растителността в областта на Задбалканските котловини и нейното географско разпространение се обуславя от особеностите на почвено-климатичните условия и от значителната пряка или косвена намеса на човека. Неоспорими исторически данни свидетелствуват, че в миналото, през XVI и XVII в., областта на Задбалканските котловини е била покрита с добре развита горска и тревна растителност. С течение на вековете успоредно с разширяване обхвата на обработваемите земи все повече се стеснявал ареалът на естествената горска и тревна растителност. Използването на горските ресурси за добив на дървени въглища е една от съществените причини за оредяването, а на места и за пълното унищожаване на горската растителност в областта. Към всички тези причини следва да се добавят и примитивното животновъдство, и провежданата в миналото прекомерна паша на добитъка. За отрицателната намеса на човека по отношение на горската растителност в Задбалканските котловини свидетелствуват уединените, малки по площ дъбови, брястови и орехови гори. Обикновено следите от естествената растителност в Задбалканските котловини се наблюдават покрай реките. Те са представени от влаголюбиви горски видове – върби, тополи и елша, а върху оцелелите ливадни площи се установява и наличието на редица естествени тревни растения. Тук върху по-сухите отцедни места се наблюдават уединени или групирани дървета от дъб и полски бряст. Във фаунистично отношение областта на Задбалканските котловини заема преходно положение между Стара планина и Средногорието. От дребните бозайници тук широко разпространение имат гризачите. Разпространени са влечугите, земноводните и се наблюдава сравнително разнообразен птичи свят. Рибната фауна е представена от характерните за страната речни видове, а насекомите показват значително разнообразие.